# Susanne Schunter-Kleemann
Susanne Schunter-Kleemann (* 2. Mai 1942 in Berlin) ist eine deutsche Sozial- und Politikwissenschaftlerin und war Hochschullehrerin in Bremen.

## Biografie

### Ausbildung und Beruf
Schunter-Kleemann studierte von 1962 bis 1969 Soziologie, Psychologie, Philosophie und Politikwissenschaften an der Philipps-Universität Marburg und an der Freien Universität Berlin (FU) und schloss das Studium 1969 mit dem Diplom in Soziologie ab. Sie war Mitglied des (Sozialistischer Deutscher Studentenbund) SDS und engagierte sich hochschulpolitisch im Konvent der Freien Universität und gegen den Vietnamkrieg in der Berliner Studentenbewegung. Als studentische Mitarbeiterin am Max-Planck-Institut für Bildungsforschung bearbeitete sie das international vergleichende Projekt Student und Politik, aus der auch ihre Diplomarbeit hervorging.
1971 heiratete sie den Berliner Kunstmaler Peter Schunter. Von 1970 bis 1975 war sie als wissenschaftliche Assistentin am Psychologischen Institut der FU tätig. Sie promovierte 1975 am Otto-Suhr-Institut der FU, um anschließend ein vom Deutschen Akademischen Austauschdienst (DAAD) ausgelobtes Studium des Chinesischen in Bonn und Peking zu beginnen. Dieses schloss sie nicht ab, da sie im Sommer 1976 Hochschullehrerin an der Hochschule Bremen wurde. Dort vertrat sie bis zu ihrer Pensionierung im Jahr 2005 die Fächer Sozial-, Politik- und Arbeitswissenschaften.

### Weitere Mitgliedschaften
Schunter-Kleemann war gewerkschafts-, partei- und frauenpolitisch engagiert. In den 1980ern war sie Mitglied der Bremer Frauenrunde, des Frauenarbeitskreises des DGB (6) und des Frauenarbeitskreises der Deutschen Kommunistischen Partei (DKP) und des Bremer Frauenbündnisses gegen Krieg und Militarismus.  Sie kandidierte erfolglos 1983 für die Bremische Bürgerschaft auf der Liste der Betrieblich-Alternativen (BAL) und 1994 als Parteilose auf der Liste der Partei des Demokratischen Sozialismus (PDS) für das Europaparlament.
Die Beschäftigung mit sozialhistorischen Aspekten der Lebenssituation von bremischen Frauen und biographische Studien zu bekannten und unbekannten Bremerinnen führten zur Ausarbeitung einer frauenbewegten Stadttour,  die sie auch zwanzig Jahre lang selber durchführte. Als Mitglied des Vorstands der Freunde und Förderer der Villa Ichon begründete sie die Tradition der jährlichen Damenreden.

### Wissenschaftliche Arbeitsschwerpunkte
Weitere arbeitsmarktpolitische und wirtschaftshistorische Untersuchungen thematisierten die Lebenslage von Frauen auf europäischer und globaler Ebene. Wichtige Impulse hierzu erfuhr sie 1985 durch die Teilnahme an der Weltfrauenkonferenz in Nairobi in Kenia.
Als Mitbegründerin der Wissenschaftlichen Einheit Frauenstudien und Frauenforschung (WE FF) an der Hochschule Bremen im Jahr 1987 (neben Inge Buck und Renate Meyer-Braun) galt ihr Augenmerk nun verstärkt dem Ziel, vergleichende Studien der europäischen Wohlfahrtsstaaten, aber auch der Sozial-, Wirtschafts- und Gleichbehandlungspolitik der Europäischen Gremien in den Studiengängen der Hochschule Bremen in Lehre und Forschung zu verankern. Aus der gemeinsamen Tätigkeit der WEFF-Initiatorinnen gingen öffentliche Veranstaltungsreihen, Buchpublikationen und WE FF-discussion papers an der Hochschule Bremen hervor.
Die Pionierinnenrolle Schunter-Kleemanns bei der Untersuchung der Europäischen Union aus einer geschlechtersensiblen Perspektive wird im deutschen Sprachraum heute weithin anerkannt(16) Die Resonanz auf ihre europapolitische Publikationstätigkeit führte Schunter-Kleemann zu Vortragsreisen in nahezu alle europäischen Länder. Sie hatte 1995/96 Gastprofessuren an der Universität Zürich, 2000 an der Wirtschaftsuniversität Wien und von 2006 bis 2008 an der Zürcher Hochschule der Künste. Von 2006 bis 2009 gehörte sie zum Lehrteam des Rosa Mayreder College in Wien.
Auf Einladung des Österreichischen Ministeriums für Bildung, Wissenschaft und Kunst wirkte sie von 2001 bis 2005 als internationale Expertin in der Gabriele-Possaner-Jury zur Vergabe des Österreichischen Staatspreises für Geschlechterforschung mit.
Sie war Mitglied der Arbeitsgruppe Alternative Wirtschaftspolitik, der Sektion Frauenforschung in der Deutschen Gesellschaft für Soziologie, des Arbeitskreises Sozialwissenschaftliche Arbeitsmarktforschung (SAMF) und der European Association of Labour Economists. Als Vorstandsmitglied wirkte sie von 1983 bis 2003 im Verein der Freunde und Förderer der Villa Ichon und in der Bremischen Stiftung für Rüstungskonversion und Friedensforschung. In diesem Zusammenhang organisierte sie 2009 die Veranstaltungsreihe Afrika: Erinnern-Verhandeln. Kolonialismus im kollektiven Gedächtnis Afrikas und Europas.

## Ehrungen
- 2004 wurde Schunter-Kleemann der Innovationspreis der Hochschule Bremen für die Gleichstellung von Frauen verliehen.

## Schriften (Auswahl)

### Monographien
- Sozialisationsprozesse und Einstellungsveränderungen in der Hochschule am Beispiel USA. In: Reihe Studien und Berichte, Bibliographische Materialien zur Hochschulforschung. Institut für Bildungsforschung in der Max Planck-Gesellschaft, Berlin 1969.
- Ursachen und Formen  der amerikanischen Studentenopposition. Edition Suhrkamp, Bd. 381, Frankfurt am Main 1971.
- Frauenarbeit in  Bremen. In: Schriftenreihe des Fachbereichs Wirtschaft  der Hochschule Bremen, Bd. 24, Bremen 1982, ISBN 3-922892-23-X.
- Frau und Gesellschaft. In: Schriftenreihe des Fachbereichs Wirtschaft  der Hochschule Bremen, Bd. 30, Bremen 1985, S. 211–215 ISBN 3-922892-29-9.
- Schunter-Kleemann (Hrsg.): EG-Binnenmarkt – EuroPatriarchat oder Aufbruch  der Frauen ? WE FF Verlag Bremen 1990 2. Aufl. ISBN 3-9801942-0-5.
- Schunter-Kleemann (Hrsg.): Herrenhaus Europa-Geschlechterverhältnisse im Wohlfahrtsstaat. Edition Sigma, Berlin 1992, 2. Aufl. ISBN 3-89404-341-5.
- Luise Gubitzer Schunter-Kleemann (Hrsg.): Gender Mainstreaming – Durchbruch  der Frauenpolitik oder deren Ende? Peter Lang Verlag, Frankfurt am Main 2006, ISBN 3-631-53251-2.
- Susanne Schunter-Kleemann: Cohnitz & Company – Lebenswege einer rheinischen Kaufmannsfamilie  (1750–1950). Verlag: Susanne Schunter-Kleemann, Bremen 2014.

### Buch- und Zeitschriftenbeiträge
- Moeglicgkheden en grenzen van het empirisch socialwetenschappelik onderzoek: het interview und Marxisme en Sociologie In: Bader /Blackburn/Leppert/Schunter-Kleemann, 8 Lezingen over deVerhoudig Marxisme en Sociologie. Amsterdam 1976.
- Frauenunterdrückung-unverzichtbar für die Existenz der kapitalistischen Gesellschaft? S. 243–250. In: Klasse und Geschlecht. IMSF (Hg.) Frankfurt am Main 1989, ISBN 3-88807-059-7.
- Stichwort Geschlechterverhältnis (S. 317–331) und Stichwort Hausarbeit, S. 517–522. In: Hans Jörg Sandkühler (Hg.): Europäische Enzyklopädie zu Philosophie und Wissenschaften, 4 Bde. Felix Reimer Verlag Hamburg 1990. ISBN 3-7873-0983-7.
- Women Employment in Western European Countries and Deficiencies in Social Security, S. 37–56. In: Labour. Review of  Labour Economics and Industrial Relations, Vol. 6, Nr. 1, Rom 1992.
- Wohlfahrtsstaat und Patriarchat – Ein Vergleich europäischer Länder, S. 141–327. In: Schunter-Kleemann (Hg.): Herrenhaus Europa-Geschlechterverhältnisse im Wohlfahrtsstaat. Edition Sigma, Berlin 1992, 2. Aufl. ISBN 3-89404-341-5.
- Geschlechterdifferenz in der Debatte zur Europäischen Union? S. 451–472. In: Prokla 92, 23. Jg. September 1993, ISBN 3-929586-02-9 (frei zugängliche PDF).
- Das Demokratiedefizit der Europäischen Union und die Frauenpolitik, S. 20–38. In: Elke Biester, Barbara Holland-Cunz et al.: Das unsichtbare Geschlecht der Europa. Der europäische Einigungsprozess aus feministischer Sicht, Campus Verlag, Frankfurt am Main 1994, ISBN 3-593-35092-0.
- Familienpolitik in Europa, S. 155–173. In: Christoph Badelt (Hg.): Familien zwischen Gerechtigkeitsidealen und Benachteiligungen. Böhlau Verlag Wien-Köln-Weimar 1994, ISBN 3-205-98278-9.
- Pour ou contre l'Union Europeenne? Differences d'opinions selon les sexes, S. 97–114. In: Les Cahiers du Grif-Grace, Les Femmes  et la Construction Europenne-Egalité-Parité. Paris 1994.
- Bei der Bäurin wird gespart – Aspekte  der Lebenssituation von Landfrauen in vier europäischen Ländern. In: Berliner Journal für Soziologie 2, S. 191–206, Fakultätsinstitut der Humboldt-Universität (Hg.), Berlin 1995.
- Alterssicherung von Frauen: ein Vergleich grundlegender Modelle in der Europäischen Union, S. 91–99. In: Melanie Piepenschneider (Hg.): Frauenpolitik in  der Europäischen Union. Nomos Verlag Baden-Baden 1996, ISBN 3-7890-4311-7.
- Die Modernisierung  patriarchalischer Gewaltverhältnisse, S. 125–141. In: Regina Stötzel (Hg.): Ungleichheit als Projekt. Globalisierung – Standort – Neoliberalismus. Forum Wissenschaft Studien 43, Marburg 1998, ISBN 3-924684-82-0.
- Die  Europäische Gemeinschaft als Wertegemeinschaft, S. 100–116. In: Hickel, Kisker, Mattfeldt, Troost (Hg.): Politik  des Kapitals – heute. Festschrift zum 60. Geburtstag  von Jörg Huffschmid. VSA-Verlag, Hamburg 2000, ISBN 3-87975-777-1.
- Gender Mainstreaming – Work Fare und  Dritte Wege  des Neoliberalismus, S. 125–140. In: Barbara Nohr, Veth Silke (Hg.): Gender Mainstreaming – Kritische Reflexionen einer neuen Strategie. Karl Dietz Verlag, Berlin 2002, ISBN 3-320-02987-8.
- Euro-Club und Reglement der Geschlechter, S. 171–184. In : Eva Kreisky,Sabine Lang, Birgit Sauer (Hg.): EU. Geschlecht. Staat, Universitäts-Verlag Wien 2001. ISBN 3-85114-658-1.
- Seilschaften und andere Verstrickungen – Zur Politischen Kultur der Europäischen Union. S. 182–207. In: Albert Scharenberg, Oliver Schmidtke (Hg.): Das Ende  der Politik – Globalisierung und  der Kulturwandel  des Politischen. Westfälisches Dampfboot, Münster 2003, ISBN 3-89691-538-X.
- Gender Mainstreaming und die Ziele  der Neuen Frauenbewegung(en) – Uneindeutigkeiten und  der Verlust  des Politischen, S. 39–47. In: Luise Gubitzer, Susanne Schunter-Kleemann (Hg.): Gender Mainstreaming – Durchbruch  der Frauenpolitik oder deren Ende? Peter Lang Verlag, Frankfurt am Main. ISBN 3-631-53251-2.
- Susanne Schunter-Kleemann, Dieter Plehwe: Gender mainstreaming: integrating women into a neoliberal Europe? S. 188–203. In: Dieter Plehwe/ Barnhard Walpen/ Gisela Neunhöffer (Eds): Neoliberal Hegemony. A global Critique. Routledge London and New York 2006, ISBN 0-415-46003-4.
- Geschlechterregime im Top-Management europäischer Konzerne. Wirtschaftseliten in Frankreich, England und Deutschland, S. 49–68. In: Regina Dackweiler (Hg.): Willkommen im Club? Frauen und  Männer in Eliten. Westfälisches Dampfboot Münster 2007, ISBN 3-89691-219-4.
- Manfred Osthaus, Susanne Schunter-Kleemann: 50 Jahre „Henry van de Velde – Gesellschaft“. S. 145–154. In: Hagen Jahrbuch 2010, Ardenku Verlag, Hagen 2010.